# 平池大人
平池 大人（ひらいけ たいじん、1978年8月30日 - ）は、日本のフィギュアスケート選手（男子シングル）。現在はコーチ。大阪府出身。近畿大学。現役時代は桜宮クラブに所属。コーチは大西勝敬。1997年全日本選手権6位。1997年、1998年世界ジュニア選手権代表。

## 経歴
1996-97シーズン、全日本ジュニア選手権で田村岳斗に続き2位に入る。初出場となった全日本選手権では10位となり、世界ジュニア選手権の代表に初選出される。その世界ジュニア選手権では10位に終わる。
1997-98シーズン、JSサン・ジェルヴェで6位、全日本ジュニア選手権では竹内洋輔に続き2年連続で2位となる。同年の全日本選手権では6位と健闘した。2年連続で出場となった世界ジュニア選手権では6位に入る。1997-98シーズン、全日本選手権で7位、1999年アジア冬季競技大会では8位に終わる。
引退後は指導者となり、大阪府立臨海スポーツセンターでコーチを務めてその後、2016年4月より浪速スポーツセンターのヘッドコーチを務めている。教え子には、2018年世界選手権5位入賞の友野一希がいる。

## 主な戦績
| 大会/年              | 1996-97 | 1997-98 | 1998-99 |
| -------------------- | ------- | ------- | ------- |
| 全日本選手権         | 10      | 6       | 7       |
| 世界ジュニア選手権   | 10      | 6       |         |
| 全日本ジュニア選手権 | 2       | 2       |         |
| JSサン・ジェルヴェ   |         | 6       |         |
| アジア冬季競技大会   |         |         | 8       |